# ريكوشيه
ريكوشيت (بالإنجليزية: Ricochet)‏ واسمه الحقيقي تريفور مان (بالإنجليزية: Trevor Mann)‏ هو مصارع محترف أمريكي ولد في يوم 11 أكتوبر 1988 في بلدة ألتون في إلينوي. نافس في نيو جابان برو ريسلينغ باسم كينغ ريكوشيت.